# Joan Capdevila
Joan Capdevila Méndez (n. 3 februarie 1978, Tàrrega, Catalonia, Spania) este un fost fotbalist spaniol care a jucat la  cluburi precum Deportivo La Coruña și Villarreal, și este fost component al echipei naționale a Spaniei.

## Cariera
Capdevila și-a început cariera de fotbalist la juniorii formației Espanyol Barcelona, marea rivală a echipei FC Barcelona, iar în anul 1997, la vârsta de 19 ani, a debutat la echipa secundă a clubului Espanyol. Peste doar un an, a trecut la prima echipă a celor de la Espanyol, la vârsta de 20 de ani, la primul său sezon în La Liga, reușind să marcheze 4 goluri în 29 de apariții.
A debutat în La Liga într-un meci împotriva celor de la Athletic Bilbao, încheiat la egalitate, 2-2. După doar un an petrecut la prima echipă a celor de la Espanyol, Capdevila a părăsit Catalunia cu destinația Madrid, pentru a evolua la echipa Atletico.
După un singur sezon în care a jucat pentru Atletico Madrid, sezon la finalul căruia echipa sa a retrogradat, Capdevila a părăsit Madridul, iar în 2000 a ajuns la Deportivo La Coruna, unde a jucat până în 2007 la echipa din La Coruna, disputând 196 de partide în La Liga pentru aceasta și marcând 20 de goluri. În timpul în care a evoluat pentru Depor, Capdevila a reușit o calificare alături de echipa sa în semifinalele Champions League, însă a reușit și câteva contraperformanțe, cum ar fi o înfrângere cu scorul de 3-8 într-o partidă cu AS Monaco.
În 2002, a debutat pentru echipa națională a Spaniei, într-un meci cu Paraguay încheiat egal, 0-0.
În 2004, a fost selecționat în lotul pentru Campionatul European din Portugalia, când Spania a ieșit încă din grupe din competiție. A reușit primul său gol pentru națională într-un meci cu Suedia, contând pentru calificarea la Euro 2008. Tot în 2007, Capdevila a trecut la Villarreal CF, cu care a reușit un prim sezon excelent: 36 de partide jucate, 3 goluri marcate, și un loc 2 care i-a asigurat lui Villarreal calificarea directă în grupele Champions League. În februarie 2008, a marcat golul victoriei Spaniei în partida amicală cu Franța.
A fost selecționat în lotul Spaniei care s-a deplasat la Euro 2008. A evoluat în 5 din cele 6 meciuri jucate de Spania, care a câștigat pentru a doua oară titlul european. Acest trofeu reprezintă pentru Joan Capdevila primul trofeu major câștigat în întreaga sa carieră la națională, de la care s-a retras în 2011. A mai câștigat o cupă a Portugaliei cu Benfica.

## Statistici carieră

### Club
La 15 March 2015.
| Club             | Sezon         | Campionat           | Campionat | Campionat | Cupă    | Cupă   | Cupa Ligii | Cupa Ligii | Continental | Continental | Altele  | Altele | Total   | Total  |
| Club             | Sezon         | Divizie             | Meciuri   | Goluri    | Meciuri | Goluri | Meciuri    | Goluri     | Meciuri     | Goluri      | Meciuri | Goluri | Meciuri | Goluri |
| ---------------- | ------------- | ------------------- | --------- | --------- | ------- | ------ | ---------- | ---------- | ----------- | ----------- | ------- | ------ | ------- | ------ |
| Espanyol         | 1998–99       | La Liga             | 29        | 4         | 4       | 0      | —          | —          | 5           | 0           | —       | —      | 38      | 4      |
| Atlético Madrid  | 1999–2000     | La Liga             | 31        | 2         | 4       | 0      | —          | —          | 5           | 1           | —       | —      | 40      | 3      |
| Deportivo        | 2000–01       | La Liga             | 16        | 0         | 2       | 0      | —          | —          | 3           | 0           | —       | —      | 21      | 0      |
| Deportivo        | 2001–02       | La Liga             | 20        | 0         | 7       | 1      | —          | —          | 8           | 1           | —       | —      | 35      | 2      |
| Deportivo        | 2002–03       | La Liga             | 25        | 3         | 7       | 0      | —          | —          | 9           | 1           | 1       | 0      | 42      | 4      |
| Deportivo        | 2003–04       | La Liga             | 27        | 3         | 4       | 0      | —          | —          | 6           | 0           | —       | —      | 37      | 3      |
| Deportivo        | 2004–05       | La Liga             | 21        | 1         | 1       | 0      | —          | —          | 3           | 0           | —       | —      | 25      | 1      |
| Deportivo        | 2005–06       | La Liga             | 36        | 4         | 6       | 0      | —          | —          | 7           | 0           | —       | —      | 49      | 4      |
| Deportivo        | 2006–07       | La Liga             | 34        | 4         | 4       | 0      | —          | —          | —           | —           | —       | —      | 38      | 4      |
| Deportivo        | Total         | Total               | 179       | 15        | 31      | 1      | —          | —          | 36          | 2           | 1       | 0      | 247     | 18     |
| Villarreal       | 2007–08       | La Liga             | 36        | 3         | 2       | 0      | —          | —          | 6           | 1           | —       | —      | 44      | 4      |
| Villarreal       | 2008–09       | La Liga             | 36        | 5         | 0       | 0      | —          | —          | 8           | 1           | —       | —      | 44      | 6      |
| Villarreal       | 2009–10       | La Liga             | 37        | 5         | 3       | 0      | —          | —          | 10          | 1           | —       | —      | 50      | 5      |
| Villarreal       | 2010–11       | La Liga             | 31        | 2         | 4       | 0      | —          | —          | 11          | 1           | —       | —      | 46      | 3      |
| Villarreal       | Total         | Total               | 140       | 15        | 9       | 0      | —          | —          | 35          | 4           | —       | —      | 184     | 19     |
| Benfica          | 2011–12       | Primeira Liga       | 5         | 0         | 1       | 0      | 4          | 0          | 1           | 0           | —       | —      | 11      | 0      |
| Espanyol         | 2012–13       | La Liga             | 26        | 0         | 1       | 0      | —          | —          | —           | —           | —       | —      | 27      | 0      |
| Espanyol         | 2013–14       | La Liga             | 5         | 0         | 5       | 0      | —          | —          | —           | —           | —       | —      | 10      | 0      |
| Espanyol         | Total         | Total               | 31        | 0         | 6       | 0      | —          | —          | —           | —           | —       | —      | 37      | 0      |
| NorthEast United | 2014          | Indian Super League | 12        | 0         | —       | —      | —          | —          | —           | —           | —       | —      | 12      | 0      |
| Lierse           | 2014–15       | Belgian Pro League  | 4         | 0         | 0       | 0      | —          | —          | —           | —           | —       | —      | 4       | 0      |
| Total carieră    | Total carieră | Total carieră       | 431       | 36        | 55      | 1      | 4          | 0          | 82          | 7           | 1       | 0      | 573     | 44     |